# Drygały
Drygały (en allemand : Drygallen) est un gros village de Varmie-Mazurie en Pologne, avant 1945 en province de Prusse-Orientale. Il est rattaché à la municipalité de Biała Piska dans le powiat de Pisz, à dix kilomètres de Biała Piska et à vingt-deux kilomètres au nord-est de Pisz.

## Histoire
Le village était une paroisse du royaume de Prusse dans l’arrondissement de Johannisburg, puis une commune de l’État libre de Prusse, sous le nom de Drygallen, ou Drigelsdorf.